# Lélio Viana Lobo
Lélio Viana Lobo (Formosa, 19 de julho de 1931) é um militar brasileiro, membro da Força Área, que ocupa o posto de tenente-brigadeiro-do-ar.
Foi ministro da Aeronáutica duas vezes: no governo Itamar Franco, de 8 de outubro de 1992 a 1 de janeiro de 1995, e no governo Fernando Henrique Cardoso, de 21 de novembro de 1995 a 1 de janeiro de 1999. Além disso, ocupou interinamente o cargo de ministros-chefes do Estado-Maior das Forças Armadas, no governo de Fernando Collor de Melo.